# ガイ・リッチー
ガイ・リッチー（Guy Ritchie, 本名: Guy Stuart Ritchie, 1968年9月10日 - ）は、イギリスの映画監督、脚本家。

## 来歴

### 生い立ち
ハートフォードシャー州ハットフィールド (イングランド)出身。両親は離婚しており、英国軍将校だった実父は一代貴族の女男爵Shireen Ritchieと再婚している。また、実母は、準男爵の爵位を持つマイケル・レイトンと再婚している。
子供の頃見た『明日に向って撃て!』に影響を受けて映画監督を目指すようになったという。15歳で学校を辞め（幼少期より読字障害のため、勉強が困難であったと自身で言及している）、映画学校には行かず雑用係として映画スタジオで働くようになる。

### キャリア
映画スタジオに働き出してすぐにその才能を発揮し、コマーシャルやミュージック・ビデオを手がけるようになる。
1995年に初めての短編映画『The Hard Case』を制作。続いて監督した群像劇『ロック、ストック&トゥー・スモーキング・バレルズ』がヒット、注目されるようになる。英国の映画興行収入では第1位を獲得。続く『スナッチ』でも賞賛を浴びた。いずれも緻密な脚本によって構成された群像劇である。
2002年に当時の妻である歌手マドンナの主演でリナ・ウェルトミューラー監督の『流されて…』をリメイクした『スウェプト・アウェイ』を監督したが全くヒットせず、夫婦揃ってゴールデンラズベリー賞を受賞してしまった。
2004年8月31日、ゼネラルモーターズ・シボレー・コルベットの新コマーシャルが、消費者団体、安全団体の抗議を受け放送中止。このCMは少年が夢の中でコルベットを運転する内容だった。後に監督したBMW・M5のCMも、主演するマドンナがシートベルトをしていないとの抗議を受けて放送中止になった。
2009年にロバート・ダウニー・Jrとジュード・ロウを主演に迎えた『シャーロック・ホームズ』が公開。これまでで最も興行的に成功した作品となった。2011年にはその続編の『シャーロック・ホームズ シャドウ ゲーム』が公開された。
また『トップ・ギア』に出演した際に、昔は引越し屋を個人経営していたと発言した（1千ポンドのテーブルを壊して持ち主に「もっとクリエイティブになろう」と言い訳して映画監督になったと冗談めかして語っていた）。

## 私生活
2000年11月22日にアメリカの歌手マドンナと結婚。スコットランドの城で挙式。二人の間には2000年8月に誕生した息子のRoccoがいる。2008年11月21日に離婚。
2011年、ガールフレンドでモデルのジャッキー・アシュリーとの間に息子が生まれた。2人は2012年10月に婚約し、同年11月には娘が生まれている。
7歳の時に空手を始めた。柔道では黒帯 を、ブラジリアン柔術でも黒帯を所持している。チェルシーFCのファン。

## フィルモグラフィ

### 映画

#### 劇場公開映画
| 年   | 題名                                                                               | 役割                   | 備考     |
| ---- | ---------------------------------------------------------------------------------- | ---------------------- | -------- |
| 1999 | ロック、ストック&トゥー・スモーキング・バレルズ Lock,Stock and Two Smoking Barrels | 監督・脚本             |          |
| 2001 | スナッチ Snatch                                                                    | 監督・脚本             |          |
| 2002 | ミーン・マシーン Mean Machine                                                      | 製作総指揮             |          |
| 2003 | スウェプト・アウェイ Swept Away                                                    | 監督・脚本             |          |
| 2008 | リボルバー Revolver                                                                | 監督・脚本             |          |
| 2009 | ロックンローラ RocknRolla                                                          | 監督・脚本・製作       |          |
| 2010 | シャーロック・ホームズ Sherlock Holmes                                             | 監督                   |          |
| 2012 | シャーロック・ホームズ シャドウゲーム Sherlock Holmes: A Game of Shadows           | 監督                   |          |
| 2015 | コードネーム U.N.C.L.E. The Man from U.N.C.L.E.                                    | 監督・脚本・原案・製作 |          |
| 2017 | キング・アーサー King Arthur: Legend of the Sword                                  | 監督・脚本・製作       |          |
| 2019 | アラジン Aladdin                                                                   | 監督・脚本             |          |
| 2021 | ジェントルメン The Gentlemen                                                       | 監督・脚本・原案・製作 |          |
| 2021 | キャッシュトラック Wrath of Man                                                    | 監督・脚本             |          |
| 2023 | オペレーション・フォーチュン Operation Fortune: Ruse de guerre                     | 監督・脚本             |          |
| 2024 | コヴェナント/約束の救出 Guy Ritchle's The Covenant                                 | 監督・脚本             |          |
| 2025 | アンジェントルメン The Ministry Of Ungentlemanly Warfare                           | 監督・脚本             |          |
| TBA  | In the Gray                                                                        | 監督・脚本             | ポスプロ |
| TBA  | Wife & Dog                                                                         | 監督・脚本             | プリプロ |
| TBA  | Aladdin 2                                                                          | 監督                   | プリプロ |
| TBA  | Hercules                                                                           | 監督                   | プリプロ |

#### テレビ映画
| 年   | 題名                                                                             | 役割             |
| ---- | -------------------------------------------------------------------------------- | ---------------- |
| 2000 | ロック、ストック&フォー・ストールン・フーヴズ Lock, Stock and Four Stolen Hooves | 脚本・製作総指揮 |

#### WEB配信映画
| 年   | 題名                                                        | 役割 | 配信局    |
| ---- | ----------------------------------------------------------- | ---- | --------- |
| 2025 | ファウンテン・オブ・ユース 神秘の泉を探せ Fountain of Youth | 監督 | Apple TV+ |

### 短編映画
| 年   | 題名           | 役割       |
| ---- | -------------- | ---------- |
| 1995 | The Hard Case  | 監督・脚本 |
| 2001 | The Hire: Star | 監督       |
| 2007 | Suspect        | 監督       |

### テレビシリーズ

#### WEB配信シリーズ
| 年   | 題名                                                        | 役割                   | 配信局             | 備考                     |
| ---- | ----------------------------------------------------------- | ---------------------- | ------------------ | ------------------------ |
| 2024 | ジェントルメン The Gentlemen                                | 監督・脚本・製作総指揮 | Netflix            | 計8話                    |
| 2025 | ダイヤモンド・ハイスト：世紀の財宝を狙え! The Diamond Heist | 製作総指揮             | Netflix            | ドキュメンタリーシリーズ |
| 2025 | モブランド MobLand                                          | 監督・製作総指揮       | Paramount+         |                          |
| TBA  | Young Sherlock                                              | 監督・製作総指揮       | Amazon Prime Video | 撮影中                   |

## 参照
1. ↑  http://www.biography.com/search/article.do?id=201267
2. ↑  “Madonna Divorce Is Confirmed”. Sky News 2008年10月15日閲覧。 {{cite news}}: 不明な引数|coauthors=が空白で指定されています。 (説明)⚠
3. ↑  
Joe Gracely (2011年3月7日). “Guy Ritchie and girlfriend Jacqui Ainsley expecting first child together”. NYDailyNews (New York)
4. ↑  “『シャーロック・ホームズ』ガイ・リッチー監督、モデルの恋人と婚約”. シネマトゥデイ. (2012年10月9日) 2013年1月5日閲覧。
5. ↑  “ガイ・リッチー監督に第4子誕生！”. シネマトゥデイ. (2012年11月29日) 2013年1月5日閲覧。
6. ↑  "I am used to getting a good rumping from the critics. So what?" by Charlotte Edwardes, Daily Telegraph, UK. 26 September 2005.
7. ↑  “Filmmaker Guy Ritchie Promoted to BJJ Black Belt by Renzo Gracie” (英語). Bjj Eastern Europe. (2015年8月11日) 2018年4月30日閲覧。
8. ↑  “Celebrity Fans”.   chelseafc.com. 2007年12月31日閲覧。